# Бубенројт
Бубенројт (њем. Bubenreuth) општина је у њемачкој савезној држави Баварска. Једно је од 25 општинских средишта округа Ерланген-Хехштат. Према процјени из 2010. у општини је живјело 4.541 становника. Посједује регионалну шифру (AGS) 9572119.

## Географски и демографски подаци
Бубенројт се налази у савезној држави Баварска у округу Ерланген-Хехштат. Општина се налази на надморској висини од 288 метара. Површина општине износи 4,1 km². У самом мјесту је, према процјени из 2010. године, живјело 4.541 становника. Просјечна густина становништва износи 1.100 становника/km².